# Erminio De Scalzi
Erminio De Scalzi (ur. 6 września 1940 w Saronno) – włoski duchowny katolicki, biskup pomocniczy Mediolanu w latach 1999–2020.

## Życiorys
Święcenia kapłańskie otrzymał 27 czerwca 1964.

## Episkopat
11 maja 1999 papież Jan Paweł II mianował go biskupem pomocniczym archidiecezji mediolańskiej, ze stolicą tytularną Arbanum. Sakry biskupiej udzielił mu 19 czerwca 1999 ówczesny arcybiskup Mediolanu - kard. Carlo Maria Martini. 30 kwietnia 2020 przeszedł na emeryturę. 